# Fahad Al-Thunayan
Fahad Al-Thunayan, né le 29 août 1986 en Arabie saoudite, est un footballeur saoudien. Il évolue au poste de gardien de but avec le club d'Al-Hilal FC.

## Biographie
Il joue quatre matchs en Ligue des champions d'Asie en 2016 avec le club d'Al-Hilal FC.